# Kachering
Kachering er en overfladebehandling af papir, hvor der påføres en meget tynd folie under varme og tryk. Det giver en meget eksklusiv finish og gør samtidig papiret vand- og smudsafvisende. Folien fås både med mat og højglans blank overflade.
Kachering kommer fra det tyske ord "Kaschierung", der betyder lagvis sammenklæbning. Kachering er en tynd plastfolie på tryksagens overflade, og giver en yderligere forøgelse af glansen og gør samtidig tryksagens særdeles holdbar. Der bruges en del forskellige folier afhængig af de krav man stiller til sine tryksager. Blandt disse folier kan nævnes celluloseacetat, polypropylen, PVC, polyester og polyethylen.